# Lalo Schifrin
Boris Claudio "Lalo" Schifrin, född 21 juni 1932 i Buenos Aires, död 26 juni 2025 i Los Angeles, var en argentinsk-amerikansk pianist, dirigent och kompositör. Han blev framförallt känd för sin film- och TV-musik. 

## Biografi
Schifrin föddes i en judisk familj i Buenos Aires och hans far var violinist. Schifrin lärde sig tidigt att spela piano. Han studerade sociologi och juridik vid Universidad de Buenos Aires innan han fick stipendium att studera musik vid Conservatoire de Paris. När han återvände till Argentina bildade han en orkester som medverkade i TV. 
1956 träffade han Dizzy Gillespie och komponerade för dennes band. De båda träffades igen 1960 i New York och Schifrin fick engagemang som pianist i Gillespies kvintett. Schifrin fick kontrakt med MGM som gav honom i uppdrag att komponera musik till filmen Rhino!. Därefter flyttade han till Los Angeles och komponerade musik till ett stort antal TV-serier och filmer. Bland hans mest kända verk är ledmotivet till På farligt uppdrag (Mission: Impossible). 
Han nominerades till sex Oscar och fyra Grammy Awards.

## Filmografi (urval)
- 1965 – Cincinnati Kid
- 1966-1973 - På farligt uppdrag (TV-serie)
- 1967 – Rebell i bojor
- 1968 – Bullitt
- 1970 – Kellys hjältar
- 1971 – Dirty Harry
- 1971 – THX 1138
- 1971 – Ta mej igen... "Taiger"
- 1973 – I drakens tecken
- 1973 – Magnum Force
- 1974 – De fyra musketörerna
- 1976 – De fördömdas resa
- 1983 – Sudden Impact
- 1988 – På farligt uppdrag (TV-serie), avsnitt The Killer
- 1988 – Dödsspelet
- 1996 – Mission: Impossible
- 1997 – Money Talks
- 1998 – Tango
- 2001 – Rush Hour 2
- 2004 – After the Sunset
- 2007 – Rush Hour 3